# 岩佐直治
岩佐 直治（いわさ なおじ、1915年（大正4年）5月6日 - 1941年（昭和16年）12月8日）は、日本の海軍軍人である。「甲標的」（前部に45センチ魚雷発射管を備えた特殊潜航艇）による真珠湾攻撃の考案者の一人で、自ら搭乗して真珠湾攻撃で戦死した。「九軍神」の一人である。二階級特進により、最終階級は海軍中佐。

## 経歴
群馬県前橋市天川原町に、岩佐直吉・てる夫婦の5男、末子として生まれる。長兄・竹松は陸軍中尉だった。後の神奈川県知事・内山岩太郎は従兄にあたる。前橋市中川尋常小学校（現：前橋市立中川小学校）に入学後、前橋市城南尋常小学校（現：前橋市立城南小学校）が新設されると同校に転校、旧制・群馬県立前橋中学校（現：群馬県立前橋高等学校）を経て、海軍兵学校（海兵65期）を卒業した。

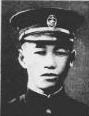
艇附
佐々木少尉

1941年（昭和16年）12月8日（日本時間。現地時間では7日）、部下の佐々木直吉一等兵曹（戦死後、特務少尉）と共に特殊潜航艇によりハワイ準州真珠湾に侵入して米海軍艦艇への攻撃を企図したが戦死する。決死的攻撃により戦死したその武勲が評価され、死後二階級特進で海軍中佐となった。「軍神岩佐中佐」と呼ばれ、全国的に有名になり、東條英機首相や嶋田繁太郎海軍大臣が岩佐の実家を弔問している。
唯一真珠湾進入に成功したことが間違いない潜航艇があり、この艇は駆逐艦モナハンと交戦、撃沈されるが、米軍によって引揚げられ、中の遺骸は近辺の墓地に埋葬され、船艇は護岸工事に使用、後に護岸が崩れ、露出したため、あらためて船艇は近辺に埋められた（一説には、遺体は船艇の中に未だあるともされている）。戦後、回収された階級章が遺族に返還され、大尉は彼一人であったため、それを根拠にこれが岩佐艇とされている。
死後、松竹院（前橋市本町）に墓が立てられた。また、「軍神岩佐中佐」という楽曲が作曲された（選詩：読売新聞社、作曲：東京音楽学校（現東京芸術大学音楽学部））。

## 人物
岩佐は剣道に優れ、海兵入校後に行われた剣道大会で優勝している。段位は四段まで進み、日中戦争において白兵戦に参加した経験があった。愛刀の銘は「関孫六」である。なお岩佐には婚約者がいたが、真珠湾攻撃への参加が決定すると破談にしている。
兄の直三郎は、徴兵を受け、関東軍、さらにはペリリュー島の歩兵砲兵隊中隊長となり、玉砕している。

## 年譜
- 1938年3月16日 - 海軍兵学校卒業（65期）、海軍少尉候補生、「磐手」乗組
  - 6月29日 - 「熊野」乗組
  - 11月15日 - 任海軍少尉
  - 12月1日 - 「鵯」乗組
- 1939年11月15日 - 任海軍中尉
  - 11月20日 - 「比叡」乗組
- 1940年1月25日 - 「摩耶」乗組
  - 5月31日 - 「鹿島」乗組
- 1941年10月15日 - 任海軍大尉
  - 12月8日 - ハワイ真珠湾で戦死　任海軍中佐　叙正六位